# Sinibrama wui
Sinibrama wui är en fiskart som först beskrevs av Hialmar Rendahl 1932.  Sinibrama wui ingår i släktet Sinibrama och familjen karpfiskar. Inga underarter finns listade i Catalogue of Life.